# Diana Vreeland
Diana Vreeland (Paris, 29 de setembro de 1903 – Nova York, 22 de agosto de 1989) foi um ícone da moda internacional e editora-chefe das duas maiores publicações editoriais do ramo, Vogue e Harper's Bazaar, conhecida por sua criatividade ilimitada e seu forte temperamento. Em mais de 40 anos de ligação com o mundo da moda, era chamada de "oráculo", "sacerdotisa da moda" e "fabricante de mitos".

## Infância e juventude
Nascida Diana Dalziel, filha de pai inglês e mãe norte-americana – Emily Hoffman, uma socialite descendente do irmão do primeiro presidente dos Estados Unidos, George Washington – passou a infância em Paris emigrando com a família para Nova York às vésperas da I Guerra Mundial. De infância difícil, sendo cobrada e comparada pela mãe com a irmã pela falta de beleza física, casou-se em 1924 com o banqueiro Thomas Vreeland e com o início da Grande Depressão e a quebra da Bolsa de Nova Iorque em 1929 mudaram-se para Londres, onde ela começou um negócio de lingeries e manteve-se em contato com a sociedade inglesa, vivendo uma vida cercada de luxos, ao lado de celebridades como Wallis Simpson, futura Duquesa de Windsor, Cecil Beaton, Cole Porter e Gertrude Lawrence.

## Carreira
Em 1936 voltou a Nova York com o marido e começou sua carreira na moda como colunista da Harper's Bazaar, onde trabalharia por 25 anos como editora de moda da revista. Em 1962, assumiu o cargo de editora-chefe da Vogue, onde trabalharia até 1971, revolucionando os métodos do jornalismo de moda, não apenas mostrando as novidades e tendências do setor mas apurando o senso crítico da profissão e do mercado, o que transformaria a Vogue na mais importante revista do mundo. Ficou famosa também pela criatividade mostrada em seus famosos editoriais em parceria com o fotógrafo Richard Avedon e por seu temperamento irascível, que chegou a causar a demissão de uma funcionária por não gostar do barulho de seus saltos no chão da redação, o que, segundo ela, tirava a concentração do trabalho. Dela, Avedon disse "ter sido e continua a ser a única editora de moda que é um gênio".
Seu trabalho na Vogue imortalizou a figura de ícones da moda da época como Twiggy, Marisa Berenson e Cher e transformou em paradigmas de beleza mulheres consideradas visualmente “estranhas” como Barbra Streisand e Anjelica Huston, tudo a partir de um escritório pintado com paredes de vermelho vivo e almoçando diariamente um sanduíche de pasta de amendoim com uma dose de uísque. Uma de suas manias era de que suas assistentes mais próximas usassem bijuterias barulhentas e enormes, com guizos, para que ela sempre soubesse quando estavam por perto.
Uma de suas mais celébres frases entre as tantas tiradas que a tornaram uma lenda foi dita em 1946, como editora de moda da Harper’s Bazaar, após conhecer um dos primeiros exemplares do biquíni: “O biquíni foi a invenção mais importante deste século depois da bomba atômica”.
Depois de deixar a Vogue em 1971, Vreeland passou a ser consultora e programadora de moda do  Metropolitan Museum of Art de Nova York, onde durante anos realizou exposições e desfiles dos grandes nomes do setor, como Balenciaga e Yves Saint Laurent, que levaram mais de um milhão de pessoas por ano ao museu e fez dele o centro efervescente da moda nos Estados Unidos e no mundo.

## Morte
Morreu em 1989, de um ataque cardíaco aos 85 anos, no Lenox Hill Hospital, em Nova York quase cega e tendo passando seus últimos meses de vida em cima de uma cama, acompanhada quase diariamente apenas por seu grande amigo e discípulo, André Leon Talley, atual editor da revista Numéro Rússia  e por trinta anos ex-editor adjunto da Vogue America, hoje comandada por uma de suas grandes admiradoras, Anna Wintour.